# 1556年

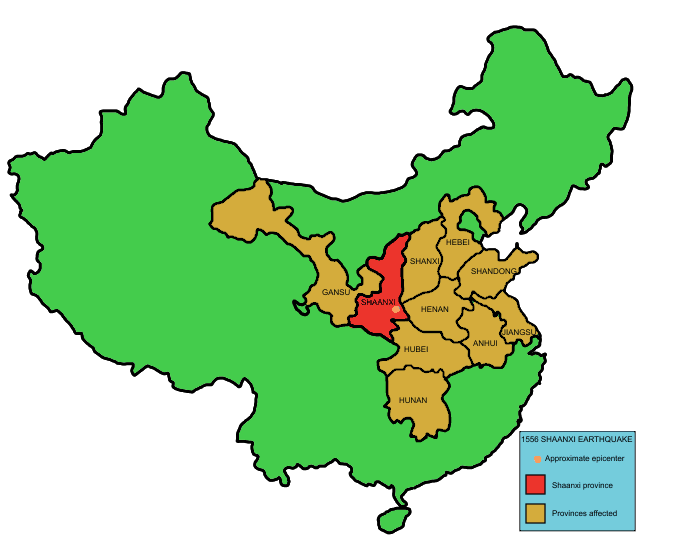
1月23日：嘉靖大地震，人类历史上死亡人数最多的一次地震

| 千纪： | 2千纪 |
| 世纪： | 15世纪 \| 16世纪 \| 17世纪                                                                                 |
| 年代： | 1520年代 \| 1530年代 \| 1540年代 \| 1550年代 \| 1560年代 \| 1570年代 \| 1580年代                           |
| 年份： | 1551年 \| 1552年 \| 1553年 \| 1554年 \| 1555年 \| 1556年 \| 1557年 \| 1558年 \| 1559年 \| 1560年 \| 1561年 |
| 纪年： | 丙辰年（龙年）；明嘉靖三十五年；越南莫朝光宝二年，后黎朝順平八年；日本弘治二年                             |

## 大事记
- 西班牙人侵入菲律賓。
- 神聖羅馬帝國皇帝卡爾五世退位，將西班牙和北方七省分給他的兒子腓力二世，將奧地利等其他地區以及哈布斯堡王朝正統分給他的弟弟斐迪南一世。
- 鄂圖曼帝國併吞特萊姆森王國。
- 鄂圖曼帝國圍攻奧蘭的西班牙軍隊，但不能成功驅逐他們，於是在8月撤回東地中海地區，摩洛哥做為西班牙的盟友因此得到特萊姆森。
- 1月23日——嘉靖大地震，发生在中国陕西、山西和河南等地方。地震中死亡人数约83万人（不包括没有登记户口的居民），成為世界史上死亡人數最多的地震。
- 2月14日——阿克巴繼任蒙兀兒帝國第三位皇帝，白拉姆汗攝政。
- 4月－長良川之戰，齋藤義龍攻擊父親齋藤道三。
- 8月－忍原崩，尼子晴久與毛利元就為爭奪石見銀山所發起的其中一場戰事，最終尼子軍獲勝。
- 9月27日－稻生之戰，織田信長戰勝織田信行。
- 11月5日－第二次帕尼帕特戰役，莫臥兒帝國軍隊在白拉姆汗的指揮下戰勝了赫穆指揮的蘇爾王朝阿富汗軍隊，隨後莫臥兒帝國軍隊重新占領了德里和阿格拉。
- 伊凡四世平定喀山叛亂，攻灭阿斯特拉罕汗国。

## 出生
- 黃文炤，明朝理學家（逝世於1651年）

## 逝世
- 1月23日——因嘉靖大地震遇难者830,000人，包括一些明朝政治人物韩邦奇、马理、贺承光、王尚礼、杨九泽、王维桢、白大用。
- 5月28日——齋藤道三，日本戰國時期美濃國的大名，與北條早雲、松永久秀被後人合稱為「戰國的三梟雄」。
- 7月31日——依納爵·羅耀拉，西班牙巴斯克貴族，耶稣会创始人。
- 9月27日——佐佐孫介，日本戰國時代武將，佐佐成政的次兄，仕於織田信長，稻生之戰被柴田勝家討死。
- 胡馬雍，蒙兀兒帝國第二位皇帝。